# ダース・モール
ダース・モール（Darth Maul）またはモール（Maul）は、アメリカ合衆国のSF映画『スター・ウォーズ』シリーズの登場人物である。惑星ダソミア出身の男性である。スタントマンのレイ・パークが演じた。

## 概要
ダース・シディアスの弟子であり、全身が赤と黒のシスの刺青で覆われている（なお、刺青をしている理由については不明）。髪の毛がない頭部に十本程の短い角を持つエイリアン種族のザブラク出身であり、惑星ダソミアのナイトブラザーと呼ばれる氏族の出身。同族にジェダイ・マスターのイース・コスやエージェン・コーラー、実弟で後にドゥークー伯爵の弟子となるサヴァージ・オプレスがいる。ダソミアのナイトシスターの酋長マザー・タルジンの息子であったが幼少期にその素質に目を付けたダース・シディアスに拉致され、シスとなるための過酷な訓練を課せられた。
ライトセーバーの達人であり、ジュヨーの型の習得者で両刃のライトセーバーを巧みに使いこなす。「クローン・ウォーズ」では敗れたとはいえダース・シディアスと数回渡り合っている。

## 活躍

### ファントム・メナス
シディアスの命令で通商連合が惑星ナブーに侵攻した際、封鎖線を突破して逃亡したパドメ・アミダラを捜索する任務を与えられるが彼女を警護していたクワイ＝ガン・ジンによって妨害され失敗する。その後パドメが惑星コルサントからナブーへと帰国すると再度ナブーへと向かい、再びクワイ＝ガンとオビ＝ワン・ケノービと戦いクワイ＝ガンを倒す。その後のオビ＝ワンとの戦いではオビ＝ワンをダストに落とし、淵にぶらさがせるほどに追い込んだが、オビ＝ワンが突如ジャンプしてクワイ＝ガンのライトセーバーをフォースで入手したことで攻撃する奇襲を受け、胴を両断されて溶解炉に落ちて消えた。

### クローン・ウォーズ
モールは死亡したと思われていたが実は生き延びていたことが『クローン・ウォーズ』のシーズン3で明かされている。モールは下半身を失う重傷を負いながらもフォースの力で空気の通り道を確保し、暗黒面の憎しみの力により命を何とか保ちながら廃棄物処理用コンテナの中に入り込む。そのコンテナはアウター・リム・テリトリーへ運ばれ、ごみ処理場の惑星ロソ・マイナーに投棄される。そこでモールは廃棄物の中から使えるものを組み合わせ、失った下半身の代わりにドロイドを改造した蜘蛛を思わせる大型の歩行機械と一体化する。
しかし長い年月を腐敗した惑星で過ごした影響によりシーズン4で弟のサヴァージ・オプレスによって発見された時には完全に正気を失っていた。惑星ダソミアの魔女マザー・タルジンによって正気を取り戻した彼はドロイドのパーツから新造した下半身に収まると、サヴァージを弟子にして二人でオビ＝ワンへの復讐に乗り出す。しかしその動きをシディアスに察知され、3人以上のシスの存在を容認しないシス・オーダーの掟に従いサヴァージを殺されモール自身も拷問を受ける。これ以後「ダース」の称号を捨てモールと名乗っている（ダース・モールの復讐）。
未映像化エピソードの中ではモールはシディアスの手で監獄へと送られるが、モールの部下であるシャドウ・コレクティブのマンダロリアン・スーパー・コマンドーたちの協力の元、シディアスの拘束から脱走することに成功する。モールとシャドウ・コレクティブはシディアスの抹殺を目的としてクローン戦争に第三勢力として介入。共和国と分離主義者双方と戦うことになる。しかし両者はモールを捕獲することはできず、その存在は大きいものであった。 
シーズン7クローン戦争終結の数日前、モールがマンダロアに帰還してスーパー・コマンドーたちと共に首都を占領した。マンダロリアンの戦士・ボ＝カターン・クライズは濡れ衣をかけられた後にジェダイ・オーダーから去った元ジェダイ・アソーカ・タノに偶然出会い協力を依頼。アソーカはこの依頼を引き受け、かつての仲間である共和国軍のクローン部隊「第501大隊」と接触する。無事オビ＝ワンとアナキンに接触できたアソーカであったが、この時アナキンとオビ＝ワンはコルサントの戦いに駆け付ける必要があった。オビ＝ワンはジェダイでも共和国軍人でもなくなったアソーカへの協力と、彼女にクローン部隊を託すことを渋るがアナキンの提案によりクローン・キャプテン・レックスをコマンダーに昇進させてアソーカを彼の軍事アドバイザーとして同行させることでオビ＝ワンからの了承を得た。こうしてアソーカとレックス、第501大隊はマンダロアの戦士たちと共にマンダロア解放のためモールらとクローン戦争最後の戦いに挑む。
第501大隊は侵攻初期から制空権を確保し、マンダロアの戦士たちの協力もあり戦場で優位に立つ。一方アソーカはモールと接触。彼からダース・シディアスの存在と彼を殺すために協力を依頼される。この時点でドゥークー伯爵は殺害されており、グリーヴァス将軍もウータパウでオビ＝ワン率いるクローン部隊により追い詰められていた。しかしジェダイの滅亡とダース・シディアスによる支配について聞かされたアソーカはこの提案をいったん飲むことにする。そしてモールに何故オビ＝ワンだけでなくアナキンもおびき寄せようとしたのか質問すると、モールはアソーカに「アナキンがすべてのカギであり、近い将来にシディアスに支配されること。そのため誘き寄せて殺すつもりであった。」と告げる。この話を聞いたアソーカはアナキンがダークサイドに堕ちることを否定し、モールと直接対決に挑む。アソーカはモールと互角に渡り合うも最終的に追い詰められる。しかし不意を突いてモールを高所から突き落としフォースで拘束することに成功する。救援に駆け付けたレックスがスタンモードで気絶させたことによりモールを逮捕。第501大隊もスーパー・コマンドーを降伏させたことによりマンダロアを解放した。 
その後モールをクルーザーでコルサントに護送中、オーダー66が発令される。この命令により第501大隊はアソーカの敵となるが彼女の手でバイオ・チップを取り除いたレックスと、拘束していたモールの協力を得てクルーザーを脱出。その際にモールが独自に破壊工作を行った結果、クルーザーはそのまま墜落したことでマンダロア包囲戦に参加した第501大隊の兵士全員が死亡した。アソーカとレックス、モールは死を偽装して脱出に成功した。

### ハン・ソロ/スター・ウォーズ・ストーリー
この頃、銀河でも特に冷酷と評される犯罪シンジケート「クリムゾン・ドーン」を率いている。裏切ったトバイアス・ベケットとその仲間（ハン・ソロとチューバッカ）に対する処置をどうするか話すためにキーラをダソミアまで呼び出す。

### 反乱者たち
シディアスに使い捨てにされた恨みから銀河帝国の転覆を企んでおり、追われる身となっている。反乱軍と共闘することはあってもエズラ・ブリッジャーを「我が弟子」と呼び暗黒面に引き込もうとするなど一時的なものにしかなっていない。
ジェダイ・ホロクロンとシス・ホロクロンを融合させて得た情報からオビ＝ワンの居所を突き止めてタトゥイーンを訪れ、互いを認め合い私怨を捨てジェダイ、シスを超えた戦士としての一騎打ちで一瞬にして切り捨てられ敗北。最期にオビ＝ワンが「選ばれし者」を守っていることを知り、シディアスへの復讐を代わりに果たしてくれることを願いオビ＝ワンに看取られながら息を引き取った。

## デザイン
当初のデザインではモールの頭部にはトーテムを参考にした羽が付けられていた。しかしクリーチャー・エフェクト・チームのニック・ダドマンは羽を角だと解釈し、モールの顔を悪魔的なデザインに修正した。またライトセーバーを使った戦闘シーンでは機敏なアクションが求められたため、ボディスーツやローブもアクションに適したデザインに変更された。シスの暗黒卿ダース・ベイダーが仮面を付けていたため、モールは差別化のため刺青をした顔にデザインされた。元々はダース・シディアスに採用される予定だったものが後にモールのデザインとして変更された。この刺青のデザインは歌舞伎の化粧法のひとつである隈取を参考にしている。

## 配役
モール役にはアクション俳優のレイ・パークが起用された。パークは元々スタントマンとして作品に参加していたが、カメラテストのためにダース・モールに扮した彼を見た監督ジョージ・ルーカスらがその動きと存在感を買って正式にダース・モール役に起用したというエピソードがある。劇中のアクションシーンは全てパーク自身が演じているが、声はピーター・セラフィノイスが吹き替えた。レイ・パークは2020年公開の「クローン・ウォーズ ファイナルシーズン」にもモーションアクターとして出演し、ダース・モールのアクションを演じた。

## その他
現在は「レジェンズ」（非正史）に分類されるが、ダース・モールが主役となるスピンオフ小説『ダース・モール 闇の狩人』（マイケル・リーヴス著、ソニー・マガジンズ刊）は『スター・ウォーズシリーズ』中では珍しく悪役を主人公にした物語である。通商連合の二モーディアンの裏切りにより流出したシス・ホロクロンを巡り、秘密を手にした情報ブローカーのローンパヴァーンとジェダイパダワン、ダーシャ・アサントに対するモールの追跡劇がコルサントの暗黒街で繰り広げられる。
全米公開の2週間ほど前の『エピソード1』のマスコミ向け試写会ではオビ=ワンに斬られた後、単に落ちるだけだったが劇場公開時までに真っ二つになるバージョンに差し替えられた。これについてはジョージ・ルーカスが「人気があれば続編で復活を期待するファンが大勢出てくるだろう。それでは困るので真っ二つにした。」とインタビューで答えている。しかし上述の通り結果的にモールは復活を果たすこととなってしまった。

## 日本語吹替
- 『エピソード1』以降の各種作品：山路和弘※専属声優
- ゲーム『ギャラクティック・バトルグラウンド』、パチンコ『ダース・ベイダー降臨』、アニメ『ロボット・チキン』：石井康嗣
- アニメ『ヨーダ・クロニクル』『ドロイド・テイルズ』：飛田展男